# Movceaniv, Lokaci
Movceaniv (în ucraineană Мовчанів) este un sat în comuna Holopîci din raionul Lokaci, regiunea Volînia, Ucraina.

## Demografie
Componența lingvistică a localității Movceaniv
     Ucraineană (100%)
Conform recensământului din 2001, toată populația localității Movceaniv era vorbitoare de ucraineană (100%).